# Kohei Hirate
Kohei Hirate, född den 24 mars 1986 i Nagoya, är en japansk racerförare.

## Racingkarriär
Hirate ansågs i unga år vara Japans största racingtalang och han fick tidigt fick en plats i formel 1-stallet Toyotas talangprogram. Han körde i Italienska Formel Renault, där han blev åtta 2003 och sedan tvåa 2004.
Dessa resultat gav honom en plats i F3 Euroseries, där han blev tolva 2005 och trea 2006, efter att ha vunnit sin enda seger i klassen.
Hirate körde sedan i GP2 för Trident Racing, där han slutade på en mindre lyckad nittonde plats i serien 2007. Han var även en av Toyota F1:s testförare säsongen 2007.
Hirate valde därefter att åka hem och tävla i Formel Nippon, där han blev fyra 2008.